# Srednja vas pri Dragi
Srednja vas pri Dragi este o localitate din comuna Loški potok, Slovenia, cu o populație de 48 de locuitori.